# براد جونز (مدرب كرة سلة)
براد جونز (بالإنجليزية: Brad Jones)‏ هو مدرب كرة سلة أمريكي، ولد في 1969 في بيتسبرغ في الولايات المتحدة.

## روابط خارجية
- براد جونز على موقع سبورتس رفرنس (الإنجليزية)